# The Waste Lands
The Waste Lands – ósmy album studyjny brytyjskiego zespołu metalowego Venom wydany 29 października 1992 roku. Jest to ostatni album studyjny bez Cronosa.

## Twórcy
- Tony Dolan - Wokal, Gitara Basowa
- Jeffrey Dunn - Gitara
- Steve White - Gitara
- V.X.S - Instrumenty Klawiszowe
- Abaddon - Perkusja

## Lista utworów
1. "Cursed" - 7:38
2. "I'm Paralyzed" - 2:32
3. "Black Legions" - 3:44
4. "Riddle of Steel" - 2:47
5. "Need to Kill" - 5:11
6. "Kissing the Beast" - 3:23
7. "Crucified" - 3:32
8. "Shadow King" - 3:51
9. "Wolverine" - 4:08
10. "Clarisse" - 4:49